# کانتر استرایک: گلوبال آفنسیو
کانتر استرایک: گلوبال آفنسیو (به انگلیسی: Counter-strike: Global Offensive) یا به اختصار (CS:GO) یک بازی چند نفره، تیراندازی اول شخص می‌باشد که توسط کمپانی هیدن پث انترتینمنت و شرکت ولو توسعه یافت. این بازی چهارمین بازی از سری کانتر استرایک است و برای ویندوز، مک اواس، اکس‌باکس ۳۶۰ و پلی استیشن ۳ در اوت ۲۰۱۲ و نسخه لینوکس آن در سپتامبر ۲۰۱۴ انتشار یافت. بازی از دو تیم پنج نفره که علیه یک دیگر هستند تشکیل شده: تروریست‌ها و ضد تروریست‌ها. وظیفه هر دو گروه نابودی گروه دیگری است یا وظیفه‌های دیگری نسبت به نوع بازی، مثل خنثی کردن بمب یا نجات گروگان‌ها.
حالت بازی بتل رویال با عنوان منطقه خطر در دسامبر ۲۰۱۸ به بازی اضافه شد، در این بازی ۱۶ تا ۱۸ بازیکن وجود دارد، هر بازیکن در ابتدا یک تبلت و سرنیزه دارد، اسلحه‌ها قابل خریداری و پیداکردن هستند. آخرین تیم یا نفری که زنده باشد برنده است.

## کانتر استرایک ۲
سرورهای کانتر استرایک: گلوبال آفنسیو بعد منتشر شدن کانتر استرایک ۲ در ۲۸ سپتامبر ۲۰۲۳ به صورت کامل خاموش شد و دیگر امکان بازی کردن این بازی به صورت اورجینال نیست.
کانتر استرایک ۲ در ۲۷ سپتامبر ۲۰۲۳ منتشر شد.

## بازخورد
| گردآورنده | امتیاز                              |
| --------- | ----------------------------------- |
| متاکریتیک | PC: 83/100 PS3: 80/100 X360: 79/100 |

| ناشر                     | امتیاز              |
| ------------------------ | ------------------- |
| دستراکتید                | PC: 9.5/10          |
| یوروگیمر                 | PC: 9/10            |
| گیم‌اسپات                 | PC/PS3/X360: 8.5/10 |
| گیم‌اسپای                 | PC:                 |
| آی‌جی‌ان                   | PC: 8/10            |
| پی‌سی گیمر (ایالات متحده) | PC: 84%             |